# Xã Hammer, Quận Yellow Medicine, Minnesota
Xã Hammer (tiếng Anh: Hammer Township) là một xã thuộc quận Yellow Medicine, tiểu bang Minnesota, Hoa Kỳ. Năm 2010, dân số của xã này là 196 người.